# 南部力学
经典力学自牛顿创立以来，经拉格朗日和哈密顿等人的努力发展成为分析力学，并向刚体力学、弹性力学、流体力学等具体领域继续推进。1973年，南部阳一郎提出一种逻辑上自恰的广义力学体系，称为南部力学。正如黎曼几何的真正价值直到广义相对论出现后才开始显现，而南部力学，除了南部自己指出的它与刚体力学的联系外，尚有空间作进一步研究。

## 单自由度情形

### 哈密顿力学
设正则变量为 {\displaystyle \xi _{1}} 和 {\displaystyle \xi _{2}} ，分别描述广义坐标和广义动量，H为哈密顿量，它是广义坐标和广义动量的函数，且可显含时间，则运动方程为
{\displaystyle {\dot {\xi _{1}}}={\frac {\partial H}{\partial \xi _{2}}},\qquad {\dot {\xi _{2}}}=-{\frac {\partial H}{\partial \xi _{1}}}.}
若使用雅可比行列式记号，则上述两个方程可以合写为
{\displaystyle {\dot {\xi _{i}}}={\frac {\partial \left(\xi _{i},H\right)}{\partial \left(\xi _{1},\xi _{2}\right)}},\qquad i=1,2.}
此外，若定义泊松括号
{\displaystyle \left[F,H\right]={\frac {\partial \left(F,H\right)}{\partial \left(\xi _{1},\xi _{2}\right)}}.}
则任意力学量 {\displaystyle F\left(\xi _{1},\xi _{2},t\right)} 的随时变化率为
{\displaystyle {\dot {F}}={\frac {\partial F}{\partial t}}+\left[F,H\right].}

### 南部力学
南部力学相对于哈密顿力学的推广只在于正则变量由2个变为n个，即 {\displaystyle \xi _{1},\xi _{2},\cdots ,\xi _{n}.} 相应的哈密顿量也由1个变为n-1个，即 {\displaystyle H_{1},\cdots ,H_{n-1}.} 则运动方程为
{\displaystyle {\dot {\xi _{i}}}={\frac {\partial \left(\xi _{i},H_{1},\cdots ,H_{n-1}\right)}{\partial \left(\xi _{1},\xi _{2},\cdots ,\xi _{n}\right)}},\qquad i=1,2,\cdots ,n.}
同样地，可仿照定义南部括号
{\displaystyle \left[F,H_{1},\cdots ,H_{n-1}\right]={\frac {\partial \left(F,H_{1},\cdots ,H_{n-1}\right)}{\partial \left(\xi _{1},\xi _{2},\cdots ,\xi _{n}\right)}}}
则任意力学量 {\displaystyle F\left(\xi _{1},\xi _{2},\cdots ,\xi _{n},t\right)} 的随时变化率
{\displaystyle {\dot {F}}={\frac {\partial F}{\partial t}}+\left[F,H_{1},\cdots ,H_{n-1}\right].}

## 多自由度情形
多自由度情形并不比单自由度情形复杂多少，仅使每个正则变量取多个值，而南部括号定义中仅需对自由度求和即可。此处不复赘述。

## 南部力学与刚体力学的联系
南部在他的论文中同时指出，刚体力学即 {\displaystyle n=3} 情形的南部力学。
取刚体角动量在三个惯量主轴上的投影{\displaystyle L_{i}=I_{i}\omega _{i}\left(i=1,2,3\right)}为正则变量，哈密顿量如下定义
{\displaystyle H_{1}={\frac {1}{2}}\sum _{i=1}^{3}L_{i}^{2},\qquad H_{2}={\frac {1}{2}}\sum _{i=1}^{3}{\frac {L_{i}^{2}}{I_{i}}}.}
代入南部力学方程即可得到刚体自由转动的欧拉方程。

## 展望
现实世界力学的正则形式是南部力学 {\displaystyle n=2} 的情形，刚体力学是南部力学 {\displaystyle n=3} 的情形，除此之外，南部力学还应用于奇异哈密顿系统和受约束哈密顿系统子系统的研究。我们期待对此有更深一步的进展。